# Bembidion maritimum
Bembidion maritimum är en skalbaggsart som först beskrevs av Stephens 1835.  Bembidion maritimum ingår i släktet Bembidion, och familjen jordlöpare. Arten har ej påträffats i Sverige.